# Comité national de l'eau
Pour les articles homonymes, voir CNE.
Le Comité national de l'eau (CNE) est une des instances consultatives qui en France contribuent au fonctionnement de la démocratie.[réf. nécessaire] Il est compétent dans le domaine de l'eau à propos duquel il donne des avis sur les textes et plans gouvernementaux. C'est l’instance des débats d’orientation préalables à la définition de la politique de l’eau.

## Missions
Créé en 1964 par la loi relative au régime et à la répartition des eaux et à la lutte contre leur pollution, ses missions s'élargissent en 2006 par la loi sur l'eau.
Le CNE donne des avis motivés sur toutes les questions concernant l'eau et/ou relevant de la loi de 1964 et des chapitres I à VII du Code de l’Environnement, par exemple sur les grands aménagements régionaux, et les problèmes communs à plusieurs comités de bassins ou agences de l’eau. Il n'a pas de pouvoir de décision.

## Fonctionnement
Le Premier ministre nomme son président par décret.
Jacques Oudin (conseiller-maître à la Cour des Comptes, vice-président du conseil général de la Vendée) en est le président jusqu'en décembre 2008. Il a ensuite été remplacé par le André Flajolet, député UMP du Pas-de-Calais.
Jean Launay, ancien député PS du Lot, assure la présidence du Comité national de l'eau depuis octobre 2012 (renouvellement pour un mandat de cinq ans en 2017, puis en 2021).
Le CNE réunit en cinq collèges (82 titulaires et 82 suppléants) représentants d'usagers, d'associations, de collectivités, de l’État, et des personnes compétentes, ainsi que des présidents des comités de bassin. Son secrétariat est assuré par la direction de l’eau et de la biodiversité.

## Composition
Le comité national de l'eau se compose de :
| Présidence |
| --- |
| Jean Launay (depuis 2012), Président du Comité National de l'Eau |
| Représentants de l'État |
| Pour la Première ministre et le ministre délégué chargé de la Mer |
| Anne Oswald, représentante du ministre délégué chargé de la Mer |
| Pour le ministre de l'Économie, des Finances, de la Souveraineté Industrielle et Numérique |
| Carole Techeney, représentante de la ministre déléguée chargée de la Consommation |
| Nicolas Dupas, représentant de la ministre déléguée chargée du Tourisme |
| Olivier Stemler, représentant du ministre délégué chargé de l'Industrie |
| Clotilde Vitou, représentante du ministre délégué chargé du Budget |
| Pour le ministre de l'Intérieur et des Outre-mer |
| Hélène Clapat-Lancry, représentante du ministre chargé de l'Outre-mer |
| Pour le Garde des Sceaux, ministre de la Justice |
| Sophie Lacote, représentante du ministre chargé de la Justice |
| Pour le ministre des Armées |
| Margot Houalet, représentante du ministre chargé de la Défense |
| Pour le ministre de l'Éducation nationale et de la Jeunesse Pour la ministre des Sports et des Jeux Olympiques et Paralympiques |
| Laure Batalla, représentante des ministres chargés de la Jeunesse et des Sports |
| Pour le ministre de l'Agriculture et de la Souveraineté Alimentaire |
| Philippe Duclaud, représentant du ministre chargé de l'Agriculture |
| Pour le ministre de la Transition écologique et des Collectivités territoriales |
| Alexandra Kavaj (à remplacer), représentant du ministre délégué chargé des Infrastructures et des Transports |
| Simone Saillant, représentante de la ministre déléguée chargée de l'Aménagement du territoire |
| Taline Aprikian, représentante de la ministre déléguée chargée des Collectivités territoriales |
| Cédric Bourillet et Olivier Thibault, représentants du ministre chargé de l'Environnement |
| Éric Tromeur, représentant du ministre chargé du Développement durable |
| Emile Bonnet-Deriviere, représentante du ministre chargé de l'Urbanisme |
| Pour la ministre de la Transition énergétique |
| Hermine Durand, représentante de la ministre chargée de l'Énergie |
| Pour le ministre de la Santé et de la Prévention |
| Corinne Feliers, représentante du ministre chargé de la Santé |
| Les préfets coordinateurs de bassin |
| Pascal Mailhos, préfet coordinateur du bassin Rhône-Méditerranée |
| Georges-François Leclerc, préfet coordinateur du bassin Artois-Picardie |
| Les représentants d'établissements publics |
| Agnès Vince, directrice du Conservatoire de l’espace littoral et des rivages lacustres |
| Anne-Laure Borderelle, directrice régionale adjointe Bourgogne-Franche-Comté (OFB) |
| Christine Bourdon, responsable de la division gestion durable à Voies navigables de France |
| René Lalement, directeur adjoint à la direction de l’appui aux stratégies pour la biodiversité (OFB) |
| Les représentants du Parlement |
| Pour le Sénat |
| Nadia Sollogoub, sénatrice de la Nièvre |
| Guillaume Chevrollier, sénateur de la Mayenne |
| Pour l'Assemblée nationale |
| Jimmy Pahun, député de la 2ème circonscription du Morbihan |
| Nicolas Turquois, député de la 4ème circonscription de la Vienne |
| Les représentants du Conseil Économique, Social et Environnementale (CESE) |
| Catherine Léon, membre du Conseil Économique, Social et Environnementale (CESE) |
| Pascal Guiheneuf, membre du Conseil Économique, Social et Environnementale (CESE) |
| Présidents des comités de bassin et représentants institutionnels |
| Alain Rousset, président de comité du bassin Adour-Garonne Auprès du président de Comité : Yves Regourd, maire de Le Vibal Pascal Coste, président du conseil départemental de Corrèze Germinal Peiro, président du conseil départemental de Dordogne Françoise de Roffignac, conseillère départementale de Charente Sylvie Cassou-Schotte, déléguée eau et assainissement à Bordeaux métropole |
| André Flagolet, président de comité du bassin Artois-Picardie Auprès du président de Comité : Claude Deflesselle, conseiller départemental du Nord Emmanuelle Leveugle, conseillère départementale du Pas-de-Calais Jean-Paul Fontaine, vice-président de la communauté d’agglomération du Douaisis Paul Raoult, vice-président de la communauté de communes territoire Nord-Picardie |
| Gilles Simeoni, président de comité du bassin Corse Auprès du président de Comité : Jean-Jacques Lucchini, conseiller territorial de Corse Gilles Giovannangeli, président de l'Office d'équipement hydraulique de Corse |
| Sylvie Gustave Dit Duflo, présidente de comité du bassin Guadeloupe Auprès de la présidente de Comité : Isabelle Amireille-Jomie, conseillère départementale de Guadeloupe (Comité eau et biodiversité de la Guadeloupe) |
| Patrick Lecante, président de comité du bassin Guyane Auprès du président de Comité : Jean-Paul Fereira, vice-président de la collectivité territoriale de Guyane (Comité eau et biodiversité de Guyane) |
| Gilles Hubert, président de comité du bassin La Réunion Auprès du président de Comité : Ramata Toure, conseillère municipale de Sainte-Suzanne (Comité eau et biodiversité de La Réunion) |
| Thierry Burlot, président de comité du bassin Loire-Bretagne Auprès du président de Comité : Cécile Gallien, maire de Vorey-sur-Arzon James Gaudrieau, maire de Sainte-Pexine Betsabée Haas, adjointe au maire de Tours Daniel Frechet, président de l’établissement public Loire Philippe Barry, président de l’EPAGE du bassin de la Vienne Nathalie Rousset, conseillère départementale de Haute-Loire |
| Olivier Marie-Reine, président de comité du bassin Martinique Auprès du président de Comité : David Dinal, Conseiller départemental de Martinique (Comité eau et biodiversité de Martinique) |
| Mu'Uminat Cheick Ahmed, présidente de comité du bassin Mayotte Auprès de la présidente de Comité : Zamimou Ahamadi, conseillère départementale de Mayotte (Comité eau et biodiversité de Mayotte) |
| Claude Gaillard, président de comité du bassin Rhin-Meuse Auprès du président de Comité : Béatrice Bulou, maire de Mundolsheim Bernard Ingwiller, maire de Grassendorf Philippe Voinson, maire de Bouxières-aux-Chênes Frédéric Pfliegersdoerffer, maire de Marckolsheim |
| Martial Saddier, président de comité du bassin Rhône-Méditerranée Auprès du président de Comité : Antoine Hoareau, adjoint au maire de Dijon Nicolas Durand, maire de Lapeyrouse-Mornay Christine Juste, adjointe au maire de Marseille Pascal Bonnetain, adjoint au maire de Labastide-de-Virac Hervé Paul, vice-président de la métropole Nice Côte-d'Azur Agnès Langevine, vice-présidente du Conseil régional d'Occitanie                                                                                             |
| Nicolas Juillet, président de comité du bassin Seine-Normandie Auprès du président de Comité : Eva Roussel, adjointe au maire de Villepreux Denis Merville, maire de Sainneville-sur-Seine Daniel Lert, conseiller du département de Paris François Cholley, maire de Villemoisson-sur-Orge Thibault Humbert, conseiller régional d'Île-de-France Gérard Seimbille, conseiller communautaire de l'agglomération de Cergy-Pontoise Anne Pelletier-le-Barbier, maire de Bièvres - conseillère d'agglomération de Versailles |
| Associations et collectivités |
| (à désigner), Association des Maires de France |
| Jean-Sébastien Savourel, représentant de Villes de France |
| représentant de l'Association des régions de France |
| Jean-Louis Léonard, représentant de l'Association nationale des élus du littoral |
| représentant de l'Association des départements de France |
| représentant de l'Association des communautés de France |
| représentant de l'Association nationale des élus de la montagne |
| représentant de l'Association des maires de grandes villes de France |
| Frédéric Molossi, représentant-président de l’Association nationale des élus des bassins (ANEB) |
| représentant de l'Association nationale des maires des stations classées et communes touristiques |
| Marie-Noëlle Battistel, représentante de l'Association nationale des maires des stations de montagnes |
| Régis Taisne, représentant de la Fédération nationale des collectivités concédanteset régies (FNCCR), chef du département de l’eau, de l’assainissement et des milieux aquatiques |
| |
| |